# Episodi di Sei forte, maestro (seconda stagione)
La seconda stagione della serie televisiva Sei forte, maestro è stata trasmessa in prima visione in Italia da Canale 5 nel 2001.
| nº | Titolo                          | Prima TV Italia |
| -- | ------------------------------- | --------------- |
| 1  | La strategia del ragno          | 23 maggio 2001  |
| 2  | La più brava di tutti           | 23 maggio 2001  |
| 3  | Prima pagina                    | 24 maggio 2001  |
| 4  | Lo scoop                        | 24 maggio 2001  |
| 5  | Piccoli e grandi segreti        | 31 maggio 2001  |
| 6  | Game over                       | 31 maggio 2001  |
| 7  | Tra mamma e papà                | 7 giugno 2001   |
| 8  | C'era una volta                 | 7 giugno 2001   |
| 9  | Un fratello diverso             | 14 giugno 2001  |
| 10 | Piccoli prodigi                 | 14 giugno 2001  |
| 11 | Il bambino selvaggio            | 21 giugno 2001  |
| 12 | Ospiti non graditi              | 21 giugno 2001  |
| 13 | Il nuovo papà                   | 1º luglio 2001  |
| 14 | Operazione lupo                 | 1º luglio 2001  |
| 15 | Diventare grandi                | 8 luglio 2001   |
| 16 | In rete                         | 8 luglio 2001   |
| 17 | Il nonno di Alessia             | 15 luglio 2001  |
| 18 | Sbagliando si impara            | 15 luglio 2001  |
| 19 | Lo scambio                      | 22 luglio 2001  |
| 20 | Come uomini primitivi           | 22 luglio 2001  |
| 21 | Il terzo uomo                   | 29 luglio 2001  |
| 22 | La sfida                        | 29 luglio 2001  |
| 23 | La cassetta dei desideri        | 5 agosto 2001   |
| 24 | Gli esami non finiscono mai!... | 5 agosto 2001   |

## La strategia del ragno
- Diretto da: Ugo Fabrizio Giordani
- Scritto da: Giovanni Lombardo Radice

### Trama
Per i ragazzi della Michelangelo, inizia un nuovo anno, quello della quinta elementare. Emilio è finalmente felice con Barbara e iniziano a pensare al loro matrimonio e a mettere su famiglia. Emilio viene assegnato come supplente ad una scuola elementare fuori Terni, mentre al suo posto dovrebbe arrivare una nuova supplente. La sua classe non è contenta della novità e Daniele e Simone cercano di rovinare l'arrivo della nuova maestra ma c'è un cambio di programma dell'ultimo minuto e Emilio viene assegnato alla sua vecchia cattedra. Daniele aveva messo un ragno trovato in campagna nel registro di classe, questo finisce accidentalmente nello zaino di Emilio che lo porta a casa e morde suo padre che finisce così in ospedale. Daniele pensa che Vittorio sia in pericolo di vita e vuole scappare ma il ragno non è velenoso e Emilio scopre tutto e lo ferma in tempo. I ragazzi sono felici del rapporto tra i loro maestri mentre Giulio non può continuare a lavorare nella stessa scuola con loro, fa in modo che ad Emilio venga assegnata la sua vecchia classe e decide lui di lasciare la scuola diventando uno scrittore a tempo pieno. Lucina è sempre più sbadata in cucina e vorrebbe cercare un hobby. In città Vittorio crede di rivedere Claudia.

## La più brava di tutti
- Diretto da:
- Scritto da:

### Trama
Jessica, una nuova arrivata della Quinta A, non riesce a farsi voler bene dai compagni per il suo fare da secchiona e saputella, in realtà la ragazza nasconde un segreto, ha problemi di udito a causa del fatto che i suoi genitori sono cugini. Emilio troverà il modo di far rivelare a Jessica il suo segreto e a farla accettare dai compagni. Lilli partorisce nell'ufficio del direttore occupato temporaneamente da Angelo. Lucina si dà alla pittura. Claudia segue Emilio, lo spia e lo vede felice insieme a Barbara, i due si incontrano ma lei è molto sfuggente, lui la invita in un bar ma il parto di Lilli gli impedisce di presentarsi. Claudia si trova in un hotel, ha deciso di abbandonare la fiction nella quale era protagonista, il suo personaggio viene fatto morire, Gianlorenzo, suo collega di set, la trova a Terni e lei gli confessa di essere incinta e il bambino non può che essere figlio di Emilio.

## Prima pagina
- Diretto da: Claudio Risi
- Scritto da: Alfredo Arciero, Fausto Brizzi e Marco Martani

### Trama
Emilio incontra Claudia al reparto ginecologia mentre è con Barbara a trovare Lilli che ha da poco partorito Guendalina.
Tre ragazzi mangiano la nutella di nascosto e si sentono poco bene, Matteo lo scopre e vorrebbe fare uno scoop tramite un articolo sul giornalino della scuola che incolpa Maria e il cibo della mensa. I genitori chiedono L‘intervento dei Nas ma Matteo scopre la verità e scrive un articolo di smentita che salva Maria e la mensa. I bambini si fanno perdonare con una canzone da dedicare a Maria.
Emilio si prepara su come dire a Sabrina, che tra poco torna da Milano, che lui e Barbara stanno pensando di sposarsi. Quando lo fa lei è felicissima.
Mentre Claudia si prepara a come dire ad Emilio della maternità, una giornalista scopre che è incinta e vorrebbe farne un grande scoop.
Lucina guida la macchina nuova di Vittorio ma non è brava e rischia di investire una anziana signora che le offre da bere e Vittorio crede che abbia preso il vizio dell'alcol.
Emilio viene a sapere dalla giornalista che Claudia è incinta, finge con Barbara di portare Sofia a passeggio e si reca nel suo hotel dove la donna è costretta a confessare la verità

## Lo scoop
- Diretto da:
- Scritto da:

### Trama
I ragazzi vogliono intervistare il migliore e il peggiore alunno della Michelangelo e indagando salta fuori una lettera secondo cui Angelo avrebbe rubato dei soldi per una gita quando era un giovane maestro assunto da poco. Emy viene a sapere della cosa e non si fida più di suo padre ritenendolo un ladro. Emilio si prende cura di Claudia confidando solo a Lucina il suo segreto. Vittorio pensa che Lucina ha problemi di alcol e nasconde delle bottiglie, una di queste viene trovata da Sofia che accidentalmente la lecca.

## Piccoli e grandi segreti
- Diretto da: Ugo Fabrizio Giordani
- Scritto da: Simona Fasulo, Gianluca Bomprezzi e Carla Scicchitano
- Altri interpreti: Maria Pia Calzone (Lucia Gasanti, madre di Vittoria), Mario Lucarelli (Giovanni Gasanti, padre di Vittoria)

## Game over

### Trama
Tito cerca un padrino e una madrina per il battesimo. Sabrina conosce una ragazza che accidentalmente le ha preso il telefonino. Lucina inaugura la libreria. Emilio e Barbara provano ad aiutare Marco, un loro alunno che si è chiuso in sé stesso, è diventato violento con i compagni e pensa solo a giocare al videogioco. Nel frattempo Claudia è sparita ed Emilio confessa a Sabrina la verità sul figlio in arrivo. Vittorio per errore vede l'ecografia e pensa che sia di Barbara, così va a farle le congratulazioni e lei capisce tutto. Emilio aveva cercato in tutti i modi di dirle la verità ma non aveva trovato mai l'occasione giusta e lei l'ha scoperto nel peggiore dei modi. È furiosa e in lacrime sbatte Emilio fuori di casa.

## Tra mamma e papà
- Diretto da: Claudio Risi
- Scritto da: Lorenzo Favella

### Trama
Davide si è fatto male alla testa, in seguito ad un litigio da parte dei suoi genitori, che il padre poi si era divorziato con sua madre e si fa vedere davanti alla scuola per portare dei giocattoli di una pista da far completare al bambino, ma appena scoperto, la direttrice della scuola vuole chiamare la polizia per mandarlo via. Emilio e Barbara decidono di incontrare sua madre per parlare un po' e poi si parlano anche con il padre. Nello stesso tempo Barbara è arrabbiata con Emilio, per il figlio che deve avere con Claudia.

## C'era una volta
- Diretto da:
- Scritto da:
- Altri interpreti: Cesare Bocci (signor Giunti, padre di Martina)

## Un fratello diverso
- Diretto da: Ugo Fabrizio Giordani
- Scritto da: Giovanni Lombardo Radice

### Trama
Alessandro deve occuparsi del suo fratellino down, finge di esserne felice ma in realtà per lui è una situazione difficile. Claudia è quasi arrivata al termine della gravidanza. A scuola arriva il nuovo insegnante di ginnastica, Rocco che appare subito molto interessato a Barbara. Rocco appare una persona molto furba e con delle belle parole riesce a farsi raccontare da Maria la storia tra Barbara ed Emilio. Così si presenta a casa di Barbara fingendo di voler prendere in affitto la sua casa e nel frattempo la spinge a confidarsi con lui.

## Piccoli prodigi
- Diretto da: Ugo Fabrizio Giordani
- Scritto da: Giovanni Lombardo Radice

### Trama
Rocco si avvicina sempre più a Barbara. A scuola arriva la troupe del programma televisivo Piccoli prodigi, Benedetta viene iscritta dalla madre ma non è felice di partecipare soprattutto perché questo la allontana dalle sue amiche e da Matteo. Claudia partorisce Alessio, il figlio di Emilio.

## Il bambino selvaggio
- Diretto da: Claudio Risi
- Scritto da: Gianluca Bomprezzi, Carla Scicchitano e Alfredo Arciero

### Trama
Michele è un bambino difficile, non si è mai presentato a scuola e preferisce passare le giornate alle giostre con suo padre. Emilio riesce a fargli venire la curiosità per la scuola e per le discipline che si studiano e decide di tornare a scuola prima che la Antoniazzi chiami i servizi sociali.

## Ospiti non graditi
- Diretto da: Claudio Risi
- Scritto da: Gianluca Bomprezzi, Carla Scicchitano e Alfredo Arciero

### Trama
Michele non viene accolto bene dai suoi compagni di classe, a scuola girano i pidocchi e genitori e alunni pensano lui ne sia la causa. Nessuno vuole sedersi accanto a Michele, avvengono episodi di violenza tra i compagni, Emilio si prende la colpa di tutto davanti alla direttrice. Una notte Michele si introduce in aula e distrugge tutti i disegni dei suoi compagni, scarabocchia i loro banchi, compie un vero e proprio atto di vandalismo. Emilio fa ragionare i suoi ragazzi di quanto siano stati ingiusti e si siano comportati male con Michele, quando si scopre che è stato lui tutta la classe si prende la responsabilità agli occhi della direttrice, Michele finalmente adesso è uno della classe. Claudia parte e lascia Alessio con Emilio e la sua famiglia. Rocco entra sempre più in sintonia con Barbara, suscitando la gelosia di Emilio. 

## Il nuovo papà
- Diretto da: Ugo Fabrizio Giordani
- Scritto da: Fausto Brizzi e Marco Martani

### Trama
Monica tenta in ogni modo di far conoscere Emilio a sua madre, divorziata, nella speranza che i due si fidanzino e lui diventi il suo nuovo papà; in realtà la donna ha già un nuovo compagno, ma non trova il coraggio di presentarlo a sua figlia. Alla fine, con uno stratagemma di Emilio, Monica lo conoscerà e legherà da subito con lui. Intanto la famiglia di Emilio, in assenza di Claudia, si occupa di Alessio; Barbara, ancora triste per la fine della storia con Emilio, si avvicina a Rocco.
- Altri interpreti: Cinzia Mascoli (signora Discepolo, madre di Monica)

## Operazione lupo
- Diretto da:
- Scritto da:

### Trama
Sabrina decide che non vuole più vedere Sandro, che più di una volta l'ha baciata, per non perdere l'amicizia di Gloria, nonostante ciò però soffre per la decisione presa. Simone è vittima di un bullo delle medie che gli ha rubato il violino, con astuzia però e grazie alle storie che racconta Vittorio sulla guerra, riesce a dimostrare di essere più intelligente del bullo e a riprendersi il violino. Rocco va a cavalcare con Barbara, i due passano una splendida giornata, Barbara sembra finalmente spensierata, alla fine della quale Rocco le confessa di essere innamorato di lei, che crede che lei sia la donna della sua vita e che è disposto a sposarla anche il giorno dopo. Barbara è sconvolta, lui le dice di prendersi il tempo necessario per riflettere sulla proposta. 

## Diventare grandi
- Diretto da: Claudio Risi
- Scritto da: Nicoletta Capone e Giovanni Lombardo Radice

### Trama
Anita non vuole diventare grande, e pensa che per farlo basta non mangiare, coinvolge anche Alessia. Alla fine grazie all'aiuto di Emilio capirà che non è poi così brutto crescere, ma soprattutto che è inevitabile, ma che ognuno ha i suoi tempi.
Vittorio, a causa della febbre di Lucina, si ritrova a dover selezionare il nuovo commesso per la libreria. Sceglie un ragazzo che gli fa un'ottima impressione ma nel momento in cui Sabrina va per conoscerlo, si ritrova davanti Sandro, che lei stava cercando di dimenticare, lui la bacia. Barbara si avvicina ad Alessio, sembra molto più serena anche nel rapporto con Emilio. Nel frattempo Tito, per amore di Maria continua a fare catechismo, per potersi così finalmente sposare in chiesa.

## In rete
- Diretto da:
- Scritto da:

### Trama
Il fratello di Federico ruba uno scanner della scuola, la direttrice accusa il maestro Patrizio che vuole consegnare le sue dimissioni, la verità verrà a galla, Federico riporta lo scanner a scuola ma Tito lo vede e tutti credono sia colpa sua, il fratello allora confessa tutto. Angelo ha un duro scontro con la direttrice che non accetta di fare delle scuse formali a Patrizio e quindi vuole dimettersi dall'incarico di vicedirettore. Arriva Tiziana, la nuova baby sitter di Lilli che le viene consigliata dalla Antoniazzi. Sandro capisce che Sabrina è cotta di lui, e finalmente si lasciano andare ad un bacio appassionato. Barbara è sconvolta per la scomparsa di Sofia, Rocco le dice di stare tranquilla che prima o poi tornerà. Sofia ritorna un giorno da Barbara ma non è tornata da sola come lei crede, Emilio si è dato da fare per ritrovarla, con l'aiuto di Sandro mette annunci sul web, entra in contatto con dei ragazzi che l'hanno vista e finalmente la ritrova, un vecchio l'aveva trovata e voleva tenerla con sé. Barbara è molto felice, Emilio vede dalla finestra lei e Rocco che si baciano, lui vuole solo la sua felicità anche se sta soffrendo.

## Il nonno di Alessia
- Diretto da: Ugo Fabrizio Giordani
- Scritto da: Giovanni Lombardo Radice e Nicoletta Capone

### Trama
Barbara sembra essere felice con Rocco mentre Claudia torna dall'Africa per portarsi via Alessio a Roma, dove girerà il prossimo film da protagonista. Il nonno di Alessia, colonnello e amico di Vittorio ha problemi di salute e il figlio vorrebbe convincerlo ad andare in una casa di riposo ma lui non vuole e minimizza sulla sua malattia finché non rischia davvero grosso, ma per fortuna un'intuizione di Alessia e l'aiuto di Emilio evitano il peggio. Angelo si dimette da vice direttore, Rocco prende il suo posto. Lilli è gelosa della nuova babysitter e del comportamento del marito. Sofia è incinta. Gloria scopre che Sabrina sta con Sandro e dice di non volerla più vedere.
- Altri interpreti: Pino Ferrara (colonnello Bardotti, nonno di Alessia)

## Sbagliando si impara
- Diretto da:
- Scritto da:

### Trama
Sara non studia per il compito di inglese e spera di copiare ma le viene fatta una nota e lei decide di falsificare la firma della madre. Visto che Lilly è assente e c'è il maestro Angelo, padre di Emy, Sara se la prende con lei dicendole che è una spiona. Emilio organizza una recita per tornare indietro nel tempo ed evitare che Sara ripeta tutti questi errori. La madre capisce e la perdona.

## Lo scambio
- Diretto da: Claudio Risi
- Scritto da: Luca Monesi

### Trama
Barbara si avvicina sempre di più ad Alessio, Lucina e Vittorio cercano il modo per poter acquistare la libreria. Tito ha fatto prima comunione e cresima e aspetta di potersi sposare in chiesa, lui e Maria iniziano a pensare all'organizzazione del matrimonio.
Lilli è sempre più gelosa di suo marito che pensa possa avere una relazione con la babysitter. Benedetta pensa che lei e Anita siano state scambiate nella culla, la sua mamma non le dedica le attenzioni che lei vorrebbe e quindi cerca di sostituirla. L'aiuto di Emilio chiarirà ogni cosa.

## Come uomini primitivi
- Diretto da:
- Scritto da:

### Trama
Rocco organizza una gita nel bosco un po’ particolare, i ragazzi non potranno portare con sé oggetti elettronici né cibo, quello dovranno procurarselo loro stessi. Le cose non vanno come spera Rocco, non riescono a pescare, ad accendere il fuoco, i ragazzi si annoiano e sono ben presto stanchi e affamati. La gita si dimostra un fallimento, Rocco decide che è bene concludere la giornata ma Alessandro e Suncì si perdono, nessuno riesce a trovarli, poi Suncì torna ma Alessandro è caduto e si è fatto male. Nell'attesa dell'arrivo dell'ambulanza Barbara ed Emilio rimangono da soli nel bosco, è l'occasione per riavvicinarsi e i due si baciano. Tornati a scuola alle sei della sera la Antoniazzi si dice delusa dal comportamento di Rocco. Intanto Lucina partecipa a un provino per un telequiz, spera di vincere i soldi necessari per acquistare la libreria.

## Il terzo uomo
- Diretto da: Ugo Fabrizio Giordani
- Scritto da: Giovanni Lombardo Radice, Fausto Brizzi e Marco Martani

### Trama
Michele ha una cotta per Barbara che le ricorda la madre morta quando lui era piccolo e di cui suo padre non vuole parlargli mai. Chiede consigli ad Emilio sul corteggiamento, lui legge alla classe delle poesie d'amore, Michele strappa fogli dal libro e li fa avere a Barbara, Emilio crede che sia Rocco ad averglieli mandati e Rocco crede invece che sia stato Emilio. Tra i due cresce la tensione, Barbara nel frattempo è molto confusa e non vuole parlare con nessuno dei due così li evita e si trasferisce da Lilli. Barbara nel frattempo diventa amica di Michele, ma i compagni scoprono della cotta che ha per lei e lo prendono in giro. Lui scappa dalla scuola, Barbara capisce che ha sbagliato e parla con suo padre dicendogli che il bambino ha bisogno di sentir parlare della mamma che non c'è più. Emilio nel frattempo parla con Michele, gli dice che sono innamorati della stessa donna. I due si confidano in un discorso emozionante. Emilio non dimenticherà mai Barbara, la ama ancora.

Lucina partecipa alla prima puntata del quiz dove spera di poter vincere i soldi per la libreria. La Antoniazzi litiga con il marito, lo insulta e denigra sempre, il loro rapporto è in forte crisi. Ad un tratto il marito sparisce e lei è disperata. Patrizio è innamorato di Tiziana ma sta ancora con Piera e non sa come lasciarla. 

## La sfida
- Diretto da: Ugo Fabrizio Giordani
- Scritto da: Fausto Brizzi, Marco Martani e Giovanni Lombardo Radice

### Trama
Le scuole di Terni devono partecipare alla annuale corsa campestre. Matteo e Daniele sono entrambi molto bravi, ma Rocco decide di iscrivere solo Matteo alla gara, perché secondo lui è l'unico ad avere la stoffa del campione. Daniele ci resta male, la vede come un'ingiustizia, Emilio cerca di convincerlo a cambiare idea ma Rocco non ne vuole sentire. Allora Emilio iscrive lui stesso Daniele suscitando l'ira di Rocco. Tra i due nasce una vera e propria sfida e la sensazione è che il trofeo in gioco non sia solo la vittoria della gara. Barbara nel frattempo si è allontanata da Rocco, dicendo di volere una pausa di riflessione, il bacio con Emilio l'ha parecchio turbata. La corsa ha inizio, Matteo sembra essere in vantaggio quando inciampa poco prima del traguardo, Daniele ha la vittoria in mano ma si volta indietro e preferisce aiutare il suo amico rimasto a terra. La loro amicizia è salva per la gioia di Emilio e la delusione di Rocco che si dimostra uno con un enorme spirito di competizione e che non sa perdere, davanti agli occhi di Barbara che lo guarda delusa. Lucina continua la scalata al milione al programma televisivo, conquista la cifra necessaria a comprare la libreria, ma vuole andare avanti perché la domanda successiva è di cucina, la sua specialità, ma proprio sul più bello perde tutto. Tito e Maria sono immersi nei preparativi del matrimonio ma hanno problemi con l'enorme numero degli invitati. La direttrice si sfoga con Angelo, suo marito non è stato rapito ma l'ha abbandonata ed è scappato via da lei. Sabrina e Sandro festeggiano 3 mesi da quando stanno insieme e lui porta a casa di lei una band a suonare la loro canzone, sotto gli occhi di Emilio e Barbara che si scambiano sguardi.

## La cassetta dei desideri
- Diretto da: Claudio Risi
- Scritto da: Fausto Brizzi, Marco Martani e Giovanni Lombardo Radice

### Trama
Matteo, Alessandro, Benedetta e Monica, dopo aver fatto un piccolo filmato come ricordo scolastico prima degli esami, lasciano inavvertitamente la videocamera accesa sul banco, e quando la recuperano scoprono di aver ripreso Barbara, che mentre si trovava da sola in classe con Lilli, le spiegava, per gioco, come dovrebbe essere il suo uomo ideale e cosa dovrebbe fare per conquistarla. Decidono così di cogliere l'occasione per far sì che Barbara si rimetta insieme ad Emilio, che nel frattempo è stato eletto dal Ministero "maestro dell'anno". Dopo aver fatto una copia della cassetta, la inviano per posta ad Emilio, ma per un disguido questa finisce nelle mani di Rocco, il quale essendo ancora in forte lotta con il collega per la conquista di Barbara, sfrutta a suo favore questa situazione, facendo esattamente quello che lei chiede nel filmato: le compra delle rose, la invita a teatro e le propone di fare insieme un viaggio a Parigi. Gli alunni di Emilio allora, per rimediare, chiudono a chiave Rocco in palestra, ma questi si convince che a fare ciò sia stato proprio Emilio per avere campo libero con Barbara. Quest'ultima intanto, mentre si prepara per andare a teatro con Rocco, prende involontariamente due sonniferi, così Emilio rimane a dormire da lei per sorvegliarla.

## Gli esami non finiscono mai!...
- Diretto da: Claudio Risi
- Scritto da: Fausto Brizzi, Marco Martani e Giovanni Lombardo Radice

### Trama
Barbara, saputo ciò che è accaduto a Rocco decide di troncare con Emilio definitivamente. Ma quando i suoi alunni vanno a casa sua e le spiegano che sono stati loro a chiudere Rocco in palestra, dicendole anche della cassetta che volevano dare ad Emilio, si pente e vorrebbe chiedere scusa ad Emilio. Incontratasi con Rocco, si arrabbia con lui per averle mentito ma ormai Emilio si mostra indifferente nei suoi confronti, pensando che non gliene importi più nulla di lui. Ma poi quando si presenta a casa sua, dicendole che lo ama ancora, i due si rimettono insieme. Claudia, ritornata a Terni e fidanzatasi nel frattempo con un suo collega attore, chiede alla famiglia di Emilio di occuparsi ancora un po' di Alessio, con grande felicità di Vittorio e Lucina, e finalmente Emilio e Barbara decidono di sposarsi.